# Gwisław
Gwisław – imię męskie, będące neologizmem utworzonym poprzez dodanie do imienia Gwido typowej dla imion słowiańskich końcówki -sław. Imię to zostało zanotowane w 1347 roku.